# La calumniada
La calumniada es una obra de teatro en tres actos de los hermanos Álvarez Quintero, estrenada en 1919.

## Argumento
Federico Anderson es un hispanista estadounidense, instalado en Sevilla para completar sus estudios sobre España. Allí conoce y se enemista con un escritor español de nombre Florencio, que reniega de su patria y que previamente había ofendido miserablemente a su antigua prometida Jimena, expandiendo el falso rumor de que ella había sido complaciente con la pasión que él la profesaba. Anderson finalmente se dispone a desagraviarla, acabando en el duelo, con la vida de Florencio.

## Representaciones destacadas
- Teatro de la Princesa, Madrid, 22 de febrero de 1919
  - Intérpretes: María Guerrero (Jimena), Fernando Díaz de Mendoza (Anderson), Emilio Valenti (Florencio), Julia Pachelo (La Seglarita), Elena Salvador (María Dolores), Ricardo Vargas (Valeriano), José Santiago (Pizarra), Carlos Díaz de Mendoza y Guerrero (Pepichi), Ricardo Juste (Don Augusto), Alfredo Cirera (el marino).
- Teatro de la Comedia, Madrid, 1944
  - Intérpretes: Ana Adamuz (Jimena), Sr. Orduña, Sr. Queipo, Pilar Calvo, Maruja Santiago, Lolita Morano, Manolo Gómez Bur, Casimiro Hurtado.
- Cine, 1947
  - Director: Fernando Delgado
  - Intérpretes: Lina Yegros, Rafael Durán, Manuel Luna, Rafael Calvo, Conrado San Martín.